# تیلتد کیلت

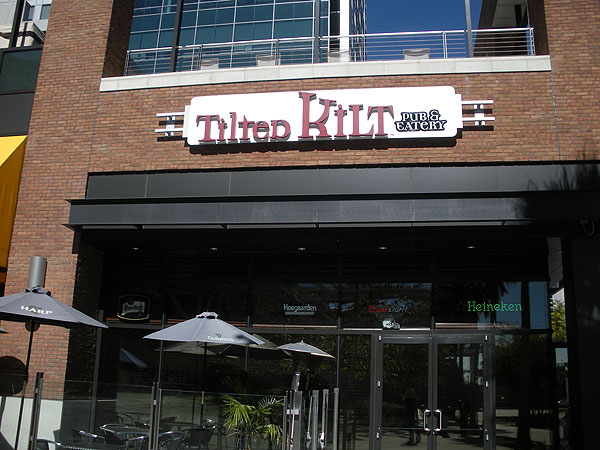
نمایی از یک رستوران تیلتد کیلت

تیلتد کیلت (انگلیسی: Tilted Kilt) شرکت رستوران‌های زنجیره‌ای آمریکایی است، که در سال ۲۰۰۳ توسط مارک دی مارتینو تأسیس شد.